# قائمة أغنى الإيرانيين
هذا قائمة تضم الأثرياء الإيرانيين أو المنحدرين من أصل إيراني، وتقدر أموالهم تقريبا بمئات الملايين من الدولارات:

## قائمة فوربس للمليارديرات
| الترتيب العالمي | الاسم        | جنسية أخرى               | صافي الثروة (الدولار الأمريكي) | مصادر الثروة                          | المراجع |
| --------------- | ------------ | ------------------------ | ------------------------------ | ------------------------------------- | ------- |
| 27              | بيير أميديار | الولايات المتحدة · فرنسا | 23.8 مليار (2021)              | إيباي                                 | [ 1 ]   |
| 1,394           | فرهاد مشيري  | المملكة المتحدة          | 2.8 مليار (2021)               | متنوع                                 | [ 2 ]   |
| 1,999           | إسحاق لاريان | الولايات المتحدة         | 1.1 مليار (2021)               | إم جي إيه لوسائل الترفيه [الإنجليزية] | [ 3 ]   |

## أثرياء فوربس السابقين
| السنوات   | الاسم          | جنسية أخرى       | صافي الثروة (الدولار الأمريكي) | مصادر الثروة             | المراجع |
| --------- | -------------- | ---------------- | ------------------------------ | ------------------------ | ------- |
| 2014–2015 | هنري الغنيان   | الولايات المتحدة | 2.2 مليار (2015)               | العقارات                 | [ 4 ]   |
| 2006–2009 | أوميد كردستاني | الولايات المتحدة | 2.2 مليار (2007)               | جوجل                     | [ 5 ]   |
| 2014–2015 | عائلة ميراج    | الولايات المتحدة | 1.8 مليار (2015)               | وجبات الميكروويف الخفيفة | [ 6 ]   |
| 2007      | ماني مشوف      | الولايات المتحدة | 1.3 مليار (2007)               | بيبي ستورس               | [ 7 ]   |
| 2005–2013 | ناصر خليلي     | المملكة المتحدة  | 1.0 مليار (2007)               | الفن والعقارات           | [ 8 ]   |

## المليارديرات وأصحاب الملايين الآخرين
| الاسم          | جنسية أخرى       | صافي الثروة (الدولار الأمريكي) | مصادر الثروة      | المراجع |
| -------------- | ---------------- | ------------------------------ | ----------------- | ------- |
| برداد اغبالي   | الولايات المتحدة | 3.4 مليار (2021)               | العقارات          | [ 9 ]   |
|                |                  |                                |                   |         |
| عائلة غيرمزيان | كندا             | 2.5 مليار (2016)               | مجموعة تريبل فايف | [ 10 ]  |
| هوشانغ أنصاري  | الولايات المتحدة | 2 مليار                        | خدمات حقول النفط  | [ 11 ]  |
| كمران حكيم     | الولايات المتحدة | 1.8 مليار (2014)               | العقارات          | [ 12 ]  |
| شون راد        | الولايات المتحدة | 1.2 مليار (2021)               | تندر              | [ 13 ]  |
| أراش فردوسي    | الولايات المتحدة | 1.1 مليار (2018)               | دروبوكس           | [ 14 ]  |
| دانييل كوهين   | الولايات المتحدة | 1.0 مليار (2017)               | العقارات          | [ 15 ]  |
| أردشير نغشينه  | المملكة المتحدة  | 0.991 مليار (2008)             | تارجتفولوو        | [ 16 ]  |
| حسن خسروشاهي   | كندا             | 0.838 مليار (2015)             | متجر المستقبل     | [ 17 ]  |
| ديفيد أليانس   | المملكة المتحدة  | 0.791 مليار (2017)             | مجموعة ن براون    | [ 15 ]  |